# Skyttella
Skyttella is een geslacht van korstmossen dat behoort tot de familie Cordieritidaceae van de ascomyceten. De typesoort is Skyttella mulleri. Deze soort, die de lobben van foliose korstmossen in het geslacht Peltigera parasiteert, werd eerder ingedeeld in het geslacht Phacopsis. Skyttella stictae, een Ecuadoraanse soort die op Sticta groeit, werd in 2017 aan het geslacht toegevoegd.

## Soorten
Volgens Index Fungorum telt het geslacht twee soorten (peildatum februari 2022):
| Soortnaam         | Auteur(s)                      | Publicatiejaar |
| ----------------- | ------------------------------ | -------------- |
| Skyttella mulleri | (Willey) D. Hawksw. & R. Sant. | 1988           |
| Skyttella stictae | Etayo                          | 2017           |